# 长拟花鮨
长拟花鮨（学名：[Pseudanthias elongatus] 错误：{{Lang}}：文本有斜体标记（帮助））为輻鰭魚綱鱸形目鱸亞目鮨科拟花鮨属的鱼类。在中国，分布于南海、台湾南方澳等海域，一般栖息于岩礁区，棲息深度可達60公尺，體長可達14公分。该物种的模式产地在横滨、日本。

## 扩展阅读
維基物種上的相關：长拟花鮨